# Жорж Кравенн
Жорж Кравенн (фр. Georges Cravenn, настоящее имя Жозеф-Рауль Коэн фр. Joseph-Raoul Cohen; 24 января 1914, Кайруан, Тунис — 10 января 2009, Париж, Франция) — французский продюсер и журналист. Основатель кинематографической премии «Сезар», театральной «Премии Мольера» и премии «7 d'or» на телевидении.

## Биография
Жорж Кравенн (Жозеф Рауль Коэн) родился 24 января 1924 года в Кайруане, Тунис. С середины 1930-х начал карьеру журналиста в Ciné-Magazine. Затем он писал для рубрики «Кино» в Paris-Soir во главе с Пьером Лазаревым. Участвовал в создании в 1937 году Премии Луи Деллюка.
После Второй мировой войны Жорж Кравенн работал для L'Intransigeant. С 1948 года, создав собственное пиар-агентство, посвятил свою деятельность работе по связям с общественностью, сначала как пресс-агент выдающихся деятелей французского кино (в частности, Жана Ренуара, Анри-Жоржа Клузо, Жерара Ури, Брижит Бардо, Ива Монтана, Симоны Синьоре и др.), а в 1950-1960-е - как организатор торжественных мероприятий, в том числе церемонии открытия парижского театра «Одеон».
В 1974 году Жорж Кравенн создал Академию искусств и технологий кинематографа и через два года спустя стал основателем церемонии награждения премией «Сезар» за выдающиеся достижения в французском кино.
В 1980 году выступил продюсером фильма «Орел или решка» Робера Энрико с участием Филиппа Нуаре и Мишель Серро.
В 2000 году Жорж Кравенн получил Почетный «Сезар» за выдающиеся заслуги в кинематографе. В июле 2008 года стал Великим офицером Ордена Почетного легиона.
Умер Жорж Кравенн 10 января 2009 в Париже на девяносто пятом году жизни. Похоронен 14 января на парижском кладбище Монпарнас в присутствии ряда деятелей кинематографа и членов правительства.